# Jay Mohr
Jon Ferguson „Jay” Mohr (Verona, New Jersey, 1970. augusztus 23. –) amerikai színész, stand-up komikus és rádiós műsorvezető.

## Élete és pályafutása
Édesanyja ápolónő volt, édesapja pedig marketingigazgató.
1993–1995 között szerepelt a Saturday Night Live-ban. Első fontos filmszerepét 1996-ban kapta a Jerry Maguire – A nagy hátraarc című romantikus filmdrámában. 1997-ben a Mint-a-kép főszereplője volt. 2006-ban a Szellemekkel suttogó című sorozatban osztottak rá szerepet. Eleinte csak visszatérő szereplő volt, de később a sorozat egyik főszereplőjévé vált.
Jay gyakran jelenik meg a The Jim Rome Show rádióműsorban. 2007-ben ő volt a ceremóniamester a BlizzCon-on.

## Magánélete
1998 novemberében feleségül vette Nicole Chamberlaint. Egy gyermekük született, Jackson. 2004 decemberében elváltak.
2006. december 29-én újra megnősült, felesége Nikki Cox színésznő lett. Jay kérelmezte egy Los Angeles-i bíróságnál, hogy felvehesse felesége vezetéknevét a sajátjához, így Jon Ferguson Cox Mohr lett a neve. Fiuk, Meredith Daniel Mohr 2011-ben jött világra. Második házassága 2018 augusztusában válással ért véget.
2017-ben kezdett randevúzni Jeanie Buss-szal, a Los Angeles Lakers tulajdonosával. 2023. szeptember 3-án házasodtak össze.

## Filmográfia

### Film
| Év   | Magyar cím                               | Eredeti cím                            | Szerep                            | Magyar hang       |
| ---- | ---------------------------------------- | -------------------------------------- | --------------------------------- | ----------------- |
| 1995 | Holtomiglan, holtodiglan                 | For Better or Worse                    | Dwayne                            | Dévai Balázs      |
| 1996 | Jerry Maguire – A nagy hátraarc          | Jerry Maguire                          | Bob Sugar                         | Cseke Péter       |
| 1997 | Mint-a-kép                               | Picture Perfect                        | Nick                              | Hevér Gábor       |
| 1997 | Tökéletlenek                             | Suicide Kings                          | Brett Campbell                    | Minárovits Péter  |
| 1997 |                                          | The Brave Little Toaster to the Rescue | Mack (hangja)                     |                   |
| 1998 | Paulie                                   | Paulie                                 | Benny                             | Lux Ádám          |
| 1998 | Paulie                                   | Paulie                                 | Paulie (hangja)                   | Fekete Zoltán     |
| 1998 | Chipkatonák                              | Small Soldiers                         | Larry Benson                      | Dózsa Zoltán      |
| 1998 | Maffia!                                  | Jane Austen's Mafia!                   | Tony Cortino                      | Anger Zsolt       |
| 1998 | Szeress, ha tudsz!                       | Playing by Heart                       | Mark                              | Fekete Zoltán     |
| 1999 | 200 szál cigi                            | 200 Cigarettes                         | Jack                              | Czvetkó Sándor    |
| 1999 | Nyomás!                                  | Go                                     | Zack                              | Simonyi Balázs    |
| 2000 |                                          | Cherry Falls                           | Leonard Marliston                 |                   |
| 2000 | A jövő kezdete                           | Pay It Forward                         | Chris Chandler                    | Fekete Zoltán     |
| 2001 | Ami a szexet illeti                      | Speaking of Sex                        | Dan                               | Lux Ádám          |
| 2002 | Pluto Nash – Hold volt, hold nem volt... | The Adventures of Pluto Nash           | Anthony Frankowski / Tony Francis | Welker Gábor      |
| 2002 | Simone – Sztárcsináló 1.0                | Simone                                 | Hal Sinclair                      | Bozsó Péter       |
| 2002 | Simone – Sztárcsináló 1.0                | Simone                                 | Hal Sinclair                      | Lux Ádám          |
| 2004 |                                          | Seeing Other People                    | Ed                                |                   |
| 2005 | Tor-túra                                 | Are We There Yet?                      | Marty                             | Fekete Zoltán     |
| 2005 | Csalóból csali                           | King's Ransom                          | Corey                             | Fekete Zoltán     |
| 2006 | A szerencse foglyai                      | Even Money                             | Augie                             | Hujber Ferenc     |
| 2006 | Esküvő, rock, haverok                    | The Groomsmen                          | Mike Sullivan                     | Karácsonyi Zoltán |
| 2008 | Az utca királyai                         | Street Kings                           | Mike Clady őrmester               | Bozsó Péter       |
| 2009 |                                          | Lonely Street                          | Bubba Mabry                       |                   |
| 2010 | Azután                                   | Hereafter                              | Billy                             | Anger Zsolt       |
| 2013 | A fantasztikus Burt Wonderstone          | The Incredible Burt Wonderstone        | Rick, a valószínűtlen             | Dévai Balázs      |
| 2014 |                                          | Dumbbells                              | Harold                            |                   |
| 2015 |                                          | Road Hard                              | Jack Taylor                       |                   |
| 2018 |                                          | All About Nina                         | Mike                              |                   |
| 2018 |                                          | American Nightmares                    | Raymond                           |                   |
| 2019 | Mélypont                                 | Hollow Point                           | 'Trigger'                         |                   |
| 2020 | Véres telihold                           | The Orchard                            | Thomas Delaney                    | Holl Nándor       |
| 2023 | Air – Harc a legendáért                  | Air                                    | John Fisher                       |                   |

### Televízió
| Év        | Magyar cím                                         | Eredeti cím                                  | Szerep                                        | Megjegyzések                                            |
| --------- | -------------------------------------------------- | -------------------------------------------- | --------------------------------------------- | ------------------------------------------------------- |
| 1992–1993 |                                                    | Camp Wilder                                  | Dorfman                                       | 19 epizód                                               |
| 1993–1995 | Saturday Night Live                                | Saturday Night Live                          | több szereplő                                 | 37 epizód                                               |
| 1995      | Mezitlábas menedzser                               | The Barefoot Executive                       | Matt                                          | tévéfilm                                                |
| 1996      |                                                    | The Jeff Foxworthy Show                      | Wayne Foxworthy                               | 7 epizód                                                |
| 1996      |                                                    | Local Heroes                                 | Jake Bartholomew                              | 7 epizód                                                |
| 1998      | A végtelen szerelmesei – Az Apolló-program         | From the Earth to the Moon                   | Brett Hutchins                                | minisorozat (1 epizód)                                  |
| 1999      | Olive, a másik rénszarvas                          | Olive, the Other Reindeer                    | Tim (hangja)                                  | tévéfilm                                                |
| 1999–2000 | Tiszta Hollywood                                   | Action                                       | Peter Dragon                                  | - főszereplő (13 epizód) - magyar hangja: - Bozsó Péter |
| 2000      | A Simpson család                                   | The Simpsons                                 | Christopher Walken (hangja)                   | 1 epizód                                                |
| 2000–2005 | Family Guy                                         | Family Guy                                   | Wilshard Watkins / Logan / Joe Pesci (hangja) | 3 epizód                                                |
| 2001      |                                                    | Night Visions                                | Dale Stillman hadnagy                         | 1 epizód                                                |
| 2001      | Black River – A város fogva tart                   | Black River                                  | Boyd 'Bo' Aikens                              | tévéfilm                                                |
| 2003      | Dokik                                              | Scrubs                                       | Dr. Peter Fisher                              | 1 epizód                                                |
| 2003      | Fastlane – Halálos iramban                         | Fastlane                                     | Roland Hill                                   | 4 epizód                                                |
| 2003      | CSI: Miami helyszínelők                            | CSI: Miami                                   | Aaron Schecter                                | 1 epizód                                                |
| 2003–2006 |                                                    | Last Comic Standing                          | önmaga (házigazda)                            | 36 epizód vezető producer                               |
| 2004      | Az elnök emberei                                   | The West Wing                                | Taylor Reid                                   | 3 epizód                                                |
| 2004      |                                                    | The Man Show                                 | kereskedő                                     | 1 epizód                                                |
| 2005      | Las Vegas                                          | Las Vegas                                    | Martin Levson                                 | 1 epizód                                                |
| 2006      |                                                    | A Salute to the Troops and USO               | önmaga (házigazda)                            | tévéfilm                                                |
| 2006      | Végtelen karácsony                                 | Christmas Do-Over                            | Kevin                                         | - tévéfilm - magyar hangja: - Bozsó Péter - Láng Balázs |
| 2006      |                                                    | Community Service                            | Will Shepard                                  | tévéfilm                                                |
| 2006–2008 | Szellemekkel suttogó                               | Ghost Whisperer                              | Rick Payne professzor                         | 33 epizód                                               |
| 2008–2010 | Elvált Gary                                        | Gary Unmarried                               | Gary Brooks                                   | főszereplő (37 epizód) producer                         |
| 2009      | Monk – A flúgos nyomozó                            | Monk                                         | Harrison Powell                               | 1 epizód                                                |
| 2010      |                                                    | Outlaw                                       | Henry Ashford                                 | 1 epizód                                                |
| 2011      | Esküdt ellenségek: Bűnös szándék                   | Law & Order: Criminal Intent                 | Nyle Brite                                    | 1 epizód                                                |
| 2011      |                                                    | A Christmas Wedding Tail                     | Rusty (hangja)                                | tévéfilm                                                |
| 2011      | New York-i nyomozók                                | Prime Suspect                                | Bullock helyettes kerületi ügyész             | 1 epizód                                                |
| 2011–2013 | Kertvárosba száműzve                               | Suburgatory                                  | Steven Royce                                  | 5 epizód                                                |
| 2012      |                                                    | Applebaum                                    | Al                                            | tévéfilm                                                |
| 2012      |                                                    | Jay Mohr: Funny for A Girl                   | önmaga                                        | stand-up különkiadás                                    |
| 2013–2014 |                                                    | Money Where Your Mouth Is                    | önmaga (házigazda)                            | 9 epizód                                                |
| 2015      |                                                    | Jay Mohr: Happy. And a Lot.                  | önmaga                                        | stand-up különkiadás                                    |
| 2017–2019 | Anyaság túlsúlyban                                 | American Housewife                           | Alan                                          | 2 epizód                                                |
| 2018      | Mick kell a gyereknek!                             | The Mick                                     | Bert                                          | 2 epizód                                                |
| 2020      |                                                    | Jay Mohr: American Treasure                  | önmaga                                        | stand-up különkiadás                                    |
| 2021      |                                                    | Ghost Adventures                             | önmaga                                        | 1 epizód                                                |
| 2021      |                                                    | Jay Mohr: Altamont                           | önmaga                                        | stand-up különkiadás                                    |
| 2022      | A takarítónő                                       | The Cleaning Lady                            | Eric Knight tanácsos                          | 3 epizód                                                |
| 2023      | Győzelmi sorozat: A Lakers dinasztia felemelkedése | Winning Time: The Rise of the Lakers Dynasty | Tom Collins                                   | 1 epizód                                                |
| 2024      |                                                    | Mr. Birchum                                  | Murphy edző                                   | 3 epizód                                                |